# 马修·阿布德
马修·阿布德（英語：Matthew Abood，1986年6月28日—）生于悉尼，是一名澳大利亚男子游泳运动员，主攻自由泳。2012年，他在全国游泳锦标赛50米自由泳项目上获得第三名，以0.02秒的差距无缘伦敦奥运。2016年，他通过全国锦标赛获得男子50米自由泳和男子4×100米自由泳接力的奥运资格，得以首次参加奥运，在该届奥运中，他获得男子4×100米自由泳接力的铜牌。2018年7月，已经退役的阿布德开始在Optus工作。